# Il était deux fois (roman)
Pour les articles homonymes, voir Il était deux fois.
Il était deux fois est un roman français écrit par Franck Thilliez, paru en juin 2020 dans la collection « Fleuve~noir » chez Fleuve éditions.

## Présentation
Le roman débute par deux épigraphes :
la première de Antonin Artaud : « Ce que vous avez pris pour mes œuvres n'était que les déchets de moi-même, ces raclures de l'âme que l’homme normal n'accueille pas. » ;
la seconde de Aristote : « En toute chose, c’est la fin qui est essentielle. ».

### Début de l'intrigue
En  avril 2008, dans la petite ville de Sagas, le gendarme Gabriel Moscato enquête sur la disparition de sa fille Julie, 17 ans, qui n'a laissé comme trace que son vélo posé contre un arbre. Un soir, qu'il étudie le registre de l'hôtel de la Falaise, il s'endort puis se réveille en 2020 ! Qu'a-t-il fait pendant toutes ces années ?  Le gendarme ne se souvient de rien sur cette période de 12 ans…, mais ce dont il est sûr, c'est qu'il n'a jamais arrêté de chercher sa fille. L'histoire nous amènera même à replonger dans un précédent polar de Thilliez, Le Manuscrit inachevé, et dans l'univers de Caleb Traskman.

### Personnages
- Gabriel Moscato : lieutenant de gendarmerie.
- Julie Moscato : fille de Gabriel Moscato, disparue à ses dix-sept ans.
- Paul Lacroix : capitaine de gendarmerie, ancien ami de  Moscato.
- Louise Lacroix : fille de Paul Lacroix.

## Lieux et contexte
L'histoire commence à Sagas, village imaginaire de Haute-Savoie le long de l'Arve. Le protagoniste se rend ensuite à Orléans, dans la région de Lille, en Belgique, en Pologne. Certaines scènes ont lieu à Paris.